# Mellan-Tyltjärnen
Mellan-Tyltjärnen är en sjö i Älvdalens kommun i Dalarna och ingår i Dalälvens huvudavrinningsområde.